# Lauren Barlow
Lauren Ashley Nicole Barlow (29 de julho de 1985) era a baterista da banda BarlowGirl, de rock cristão. Também é conhecida como Lo-Lo e Odie.
Na banda divide os vocais com sua irmã Alyssa Barlow. Lauren é a irmã mais nova do grupo que ainda tem como guitarrista sua irmã mais velha Rebecca Barlow. Ela aprendeu a tocar bateria sozinha. E sempre foi conhecida como a "BarlowGirl" mais engraçada. 
Durante seus aproximadamente 13 anos, teve muita dificuldade com as notas escolares, como desculpa disse a sua mãe: "Bateristas não precisam formular frases". Essa frase ficou muito famosa, e hoje é usada por muitos bateristas. Lauren é famosa por pintar o cabelo muitas vezes. Cita a sua filosofia dizendo: "A vida é muito curta para ter só um tipo de cabelo." 
Em setembro de 2011, Lauren lançou o livro "Inspired by Tozer" como a editora-chefe de livro com textos selecionados pro ela. O livro tem textos dela, de suas irmãs, de diferentes artistas, autores, atletas e pastores que foram inspirados pelo pastor A.W. Tozer.